# Poeciliopsis fasciata
Poeciliopsis fasciata, tên thông thường là San Jeronimo livebearer, là một loài cá nước ngọt thuộc chi Poeciliopsis trong họ Cá khổng tước. Loài này được mô tả lần đầu tiên vào năm 1904.

## Từ nguyên
Từ fasciata trong danh pháp có nghĩa là "dải sọc", ám chỉ 3 - 5 sọc dọc ở hai bên lườn của loài cá này.

## Phân bố và môi trường sống
P. fasciata có phạm vi phân bố ở Trung Mỹ. P. fasciata có mặt trải dài từ Acapulco (bang Guerrero, Mexico), băng qua bang Chiapas và Oaxaca đến miền bắc Guatemala. Loài cá này thường được tìm thấy ở các con suối nước ngọt, đầm phá nước lợ và khu vực cửa sông, nơi có đáy bùn hoặc cát; độ sâu không quá 2 m.

## Mô tả
P. fasciata có chiều dài cơ thể lớn nhất được ghi nhận là 5,1 cm. P. fasciata ăn các vụn hữu cơ, động vật phù du và côn trùng.
Sau khoảng 28 ngày mang thai, cá mái có thể cho ra đời khoảng từ 10 đến 30 con cá bột.